# Saljut 1
| Saljut 1                                                 | Saljut 1                                    |
| -------------------------------------------------------- | ------------------------------------------- |
| Zeichnung der Saljut 1 mit anfliegendem Sojus-Raumschiff |                                             |
| Einsatzdaten                                             |                                             |
| Start:                                                   | 19. April 1971 01:40:00 UTC Baikonur 200/39 |
| Wiedereintritt:                                          | 11. Oktober 1971                            |
| NSSDC ID:                                                | 1971-032A                                   |
| Besatzungen:                                             | 1                                           |
| Bemannt im Orbit:                                        | 23 Tage                                     |
| Insgesamt im Orbit:                                      | 175 Tage                                    |
| Erdumkreisungen:                                         | 2.929                                       |
| Apogäum:                                                 | 222 km                                      |
| Perigäum:                                                | 200 km                                      |
| Umlaufzeit:                                              | 88,5 min                                    |
| Bahnneigung:                                             | 51,6°                                       |
| Zurückgelegte Strecke:                                   | 118.602.524 km                              |
| Gesamtmasse:                                             | 19.400 kg                                   |

Saljut 1 war die erste Raumstation der Welt und die erste Station der Saljut-Serie. Entwickelt und gebaut wurde sie in der Sowjetunion.

## Start und Konfiguration
Saljut 1 wurde am 19. April 1971 an Bord einer Proton-Rakete gestartet. Abgeleitet aus dem Almas-Programm und unter Zeitdruck gefertigt, bestand die Station im Wesentlichen aus einer Almas-Hülle und Baugruppen des Sojus-Raumschiffes. Damit war sie die Grundlage für den zivilen Raumstationstyp DOS (russisch ДОС, Долговременная орбитальная станция, Dolgowremennaja orbitalnaja stanzija für „Langzeit-Orbital-Station“), welcher sich mit dem Fortschreiten des Programms immer deutlicher von den Almas-Stationen unterschied. Zur Ausrüstung von Saljut 1 gehörten unter anderem ein Solarteleskop, ein Spektrometer, ein Elektrophotometer und eine TV-Anlage. Außerdem waren das geheime Radiometer Swinets und das UV-Instrument Orion, mit dem Raketenstarts auf der Erde beobachtet werden konnten, an Bord. Das Solarteleskop war allerdings nicht einsatzbereit, weil sich eine Abdeckung an der Außenseite der Raumstation nicht wie vorgesehen gelöst hatte. Die Steuerung im All und ein Teil der Energieversorgung erfolgten über ein komplettes Sojus-Servicemodul mit Solarpaneelen am Heck. Am Bug wurden ein Kopplungsadapter und ein weiteres Paar Sojus-Solarpaneele verbaut. Die Gesamtlänge der Stationen betrug knapp 16 Meter, die Masse rund 18,9 Tonnen. Ursprünglich sollte die Raumstation Sarja (Заря) heißen; dieser Name wurde jedoch kurz vor dem Start geändert, um Verwechslungen mit dem Rufzeichen der Bodenstation zu vermeiden.

## Mission und Besatzung

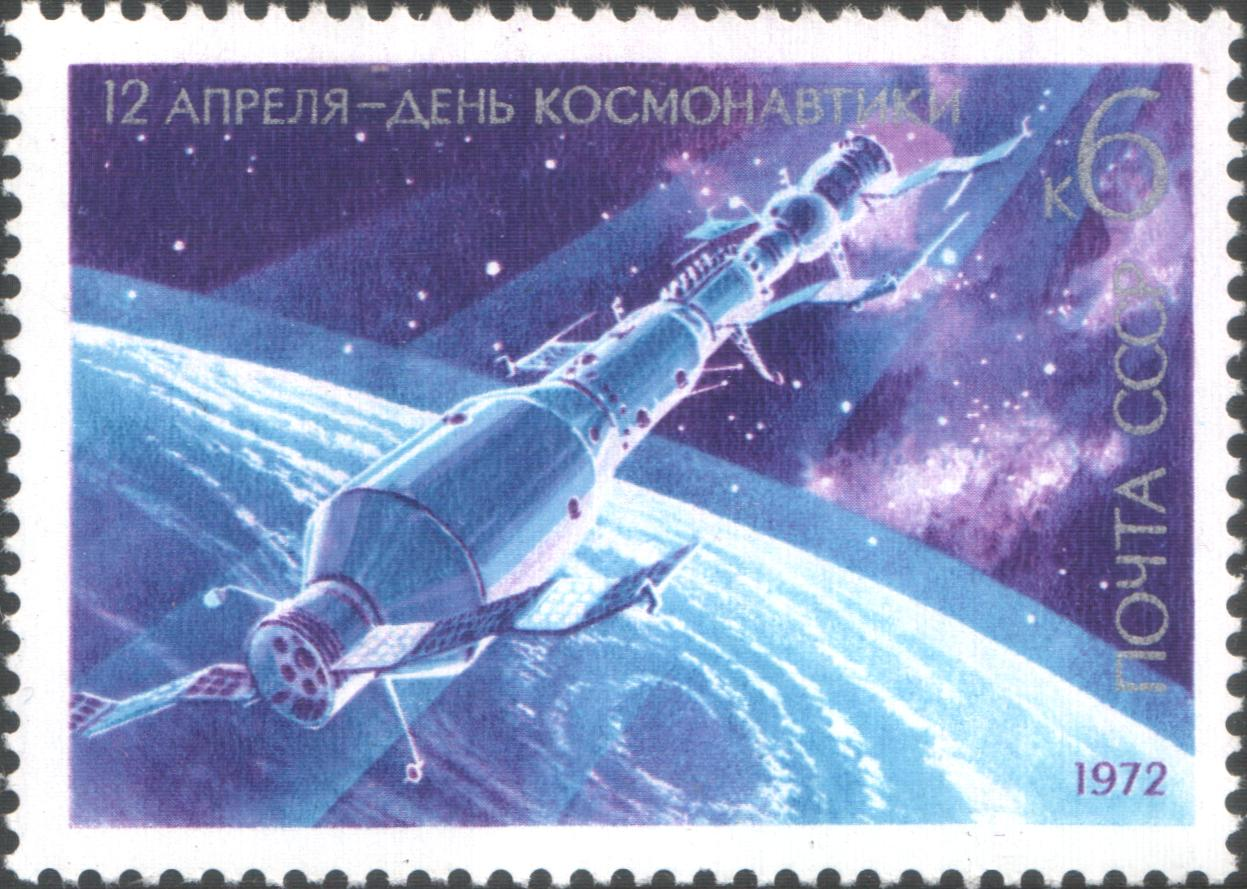
Sowjetische Briefmarke zu Saljut 1 (1972)

### Missglückte Kopplung von Sojus 10
Bemannt und in Betrieb genommen werden sollte die Station von den drei Besatzungsmitgliedern der Mission Sojus 10, welche am 22. April von Baikonur aus startete und bereits Erfahrungen mit Rendezvous-Manövern aus dem Sojus-Programm hatte. Sojus 10 koppelte am 24. April an die Raumstation an, konnte aber weder eine druckdichte noch eine elektrische Verbindung zu Saljut 1 herstellen. Da die Luken somit nicht geöffnet werden konnten und die Besatzung zudem keine Raumanzüge für Ausstiege mitführte, konnte die Station nicht betreten werden und die Besatzung von Sojus 10 musste zur Erde zurückkehren.

### Erste Besatzung einer Raumstation: Sojus11

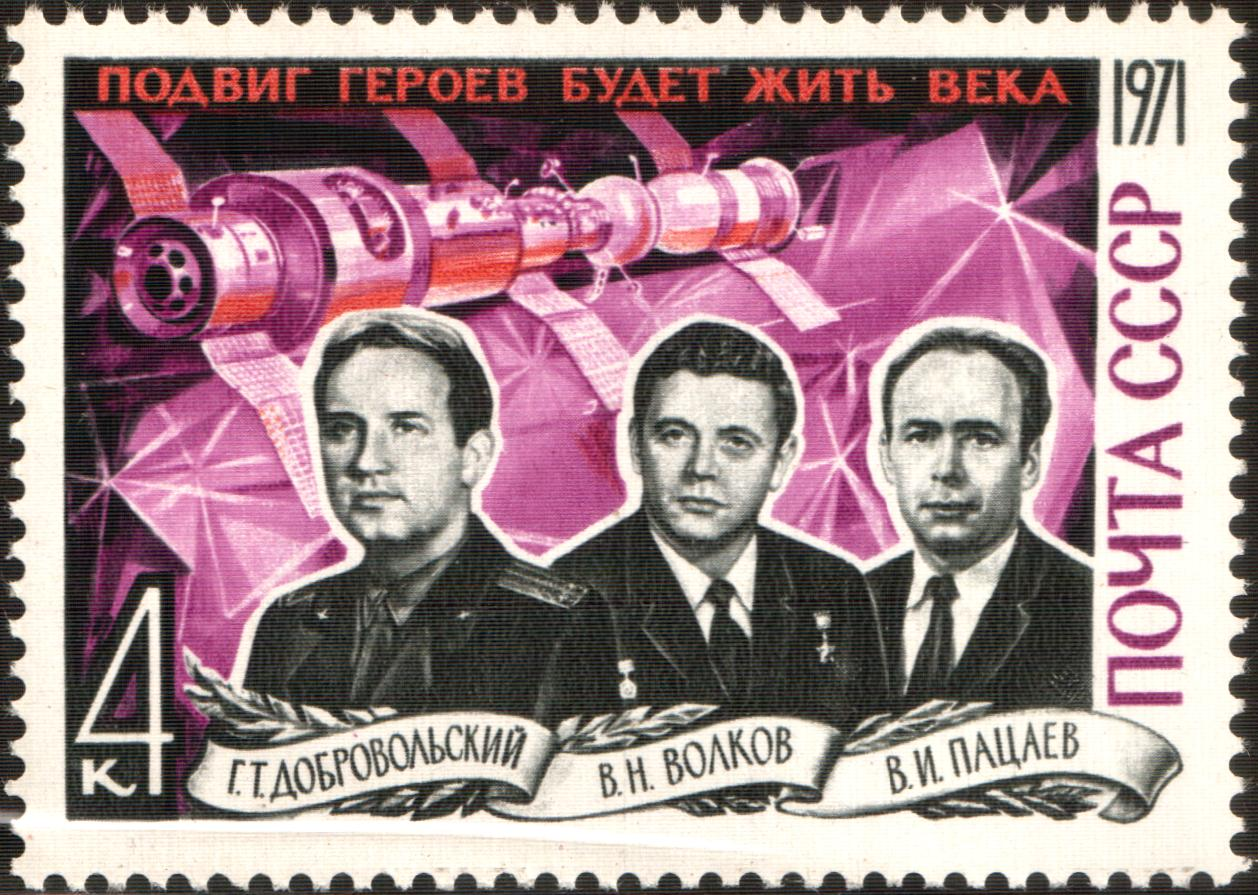
Sowjetische Briefmarke zu Sojus 11 (1971)

Das Raumschiff der nachfolgenden Mission, Sojus 11, erhielt einen verstärkten Kopplungsadapter, um einen erneuten Defekt zu vermeiden. Gestartet wurde am 6. Juni 1971 und bereits einen Tag später konnte eine erfolgreiche Kopplung an Saljut 1 erfolgen. Nach einem kurzen Betreten der Station zog sich die Besatzung für die Nacht in das Sojus-Raumschiff zurück, da in der Station ein verbrannter Geruch festgestellt und ein Austausch der Stationsatmosphäre beschlossen wurde. Während des Aufenthalts auf Saljut 1 führten die Kosmonauten verschiedene Erdbeobachtungen und wissenschaftliche Experimente durch. Am 26. Juni waren die vorgesehenen wissenschaftlichen und technischen Experimente abgeschlossen. Die restlichen Tage dienten dem körperlichen Training zur Vorbereitung der Rückkehr und dem Vorbereiten von Saljut 1 für die Ankunft der nächsten Besatzung. Nach 23 Tagen an Bord der Station koppelte die Besatzung am 29. Juni 1971 mit ihrem Sojus-Raumschiff ab und bereitete die Landung vor. Bei der Absprengung des Orbitalmoduls öffnete sich ein Luftventil unplanmäßig und die Landekapsel verlor während des Wiedereintrittes ihre Atemluftfüllung, was den Tod der drei Kosmonauten Georgi Dobrowolski, Wiktor Pazajew und Wladislaw Wolkow zur Folge hatte.

### Nach Sojus11
Nach Sojus 11 hätte noch eine zweite, wenn möglich auch noch eine dritte Mannschaft in Saljut 1 leben und arbeiten sollen. Aufgrund des Unfalls wurden jedoch weitere bemannte Sojus-Flüge zurückgestellt und zunächst unbemannte Testflüge zur Wiederherstellung der Sicherheit der Sojus durchgeführt. Trotzdem wurde versucht, die Station weiter im All zu halten und der Orbit noch drei Mal, das letzte Mal im August sogar deutlich, angehoben. Da der nächste bemannte Sojus-Flug aufgrund von Verzögerungen im Sojus-Programm erst zwei Jahre nach dem Unglück stattfinden konnte, konnte Saljut 1 nicht wieder bemannt werden.
Saljut 1 war ursprünglich für eine Nutzungsdauer von drei Monaten ausgelegt. Dennoch konnte die Bodenkontrolle auch über diese Nutzungsdauer hinaus wertvolle Daten über Treibstoffverbrauch, Lageregelung und Höhenverlust der Station sammeln. Da sich die Treibstoffvorräte dem Ende zuneigten, wurde das Ende der Raumstation mit einem Absenken der Umlaufbahn am 25. September eingeleitet. Um einen Verlust der Steuerungsmöglichkeit und damit einen unkontrollierten Absturz zu vermeiden, wurde am 10. Oktober 1971 schließlich das Kommando für das letzte Bremsmanöver gegeben. Nach 175 Tagen im Orbit trat Saljut 1 daraufhin planmäßig am 11. Oktober über dem Pazifik in die Erdatmosphäre ein und verglühte.

## Belege
1. ↑  Saljut 1 im NSSDCA Master Catalog, abgerufen am 8. Dezember 2008 (englisch).
2. 1 2 3  Saljut 1 in der Encyclopedia Astronautica, abgerufen am 8. Dezember 2008 (englisch).
3. ↑  Die drei Kosmonauten starben den „Tauchertod“
4. 1 2  Sven Grahn: Salyut-1, its origin, flights to it and radio tracking thereof. Abgerufen am 8. Dezember 2008 (englisch).